# Люблинский, Павел Исаакович
Па́вел Исаа́кович (Иса́евич) Любли́нский (10 сентября 1882, Гродно — 20 декабря 1938) — российский и советский учёный-правовед, специалист в области уголовного права и криминологии, доктор юридических наук, профессор, сенатор.

## Биография
Родился в г. Гродно в еврейской семье. Окончил 5-ю петербургскую гимназию. В 1900 году поступил на юридический факультет Санкт-Петербургского университета, где, после окончания в 1904 году, был оставлен при кафедре уголовного права и уголовного судопроизводства для подготовки к профессорскому званию.
В 1907 году защитил магистерскую диссертацию «Свобода личности в уголовном процессе». 1 января 1908 года был утвержден в должности приват-доцента на кафедре уголовного права и судопроизводства. С 6 мая 1909 года был профессором уголовного судоустройства и уголовного судопроизводства Высших Бестужевских курсов в Санкт-Петербурге.
Являлся активным участником международных конгрессов Союза криминалистов, проходивших с 1905 по 1915 год.
Летом 1914 года в Екатеринбурге и Воронеже читал курс лекций на курсах народных учителей «О праве и государстве».
Печатался в «Судебном обозрении», «Журнале Министерства юстиции», издатель «Вопросов обществоведения», редактор «Журнала уголовного права и процесса».
После Февральской революции 1917 года указом Временного правительства 28 апреля 1917 года был назначен к присутствованию в Правительствующем Сенате.
После Октябрьской революции 1917 года продолжал преподавать в Петроградском университете. В июне 1918 года Петроградский университет был переименован в 1-й Петроградский государственный университет. Спустя год юридический факультет университета преобразовали в политико-юридическое отделение факультета общественных наук (ФОН). Постановлением СНК РСФСР от 23 апреля 1926 года на базе правового отделения ФОНа Ленинградского университета был создан факультет советского права.
Разделял евгенические взгляды, по приглашению Н. К. Кольцова вошёл в редакционную коллегию созданного им «Русского евгенического журнала», выходившего в 1922—1930 годах, был членом Русского евгенического общества.
Впоследствии преподавал правовые науки в Ленинградском юридическом институте, где заведовал кафедрой уголовного процесса, и в Педагогическом институте им. А. И. Герцена. Одновременно с 1925 года возглавлял социально-правовой отдел Ленинградского института охраны материнства и младенчества (с 1935 г. — Ленинградский педиатрический медицинский институт ЛПМИ, ныне — Санкт-Петербургский педиатрический медицинский университет), в 1928 году вошел в состав кафедры социальной гигиены женщины и ребёнка в новых социальных условиях. Участвовал в разработке норм и положений, связанных с развитием нового законодательства, в частности, Кодекса законов о браке, семье и опеке 1926 г. Социально-правовым отделом ЛПМИ были подготовлены работы, основанные на статистике СССР и других стран об усыновлении, о браке и разводе в связи с материнством, обзоры о правовом положении замужней женщины по законодательству стран Западной Европы и США, Советского Союза, о правовом положении внебрачных детей, состоянии прав детей, о материнской и младенческой беспризорности и др. По ряду актуальнейших вопросов Ленинградским педиатрическим институтом составлялись проекты законов, постановлений, которые вносились в правительственные инстанции. Социально-правовой отдел изучал социально-бытовые условия матерей-работниц, имеющих детей, обследовал их жильё, размеры и условия выплаты алментов одиноким матерям, для контроля были взяты 12 крупных фабрик и заводов Ленинграда. Также шло правовое просвещение женщин, большое внимание уделялось разработке методики социально-правовой работы при поликлинических учреждениях, организации кабинетов социально-правовой помощи пр пунктах охраны материнства и младенчества. Положения доклада Люблинского на IV Всесоюзном совещании по охране материнства и младенчества «Социально-правовые кабинеты и методика их работы» были приняты Народным комиссариатом здравоохранения в качестве директивных по организации работы в этой сфере.
За высокие научные заслуги был удостоен в 1938 году без защиты диссертации ученой степени доктора юридических наук.
20 декабря 1938 года жизнь П. И. Люблинского оборвалась в результате несчастного случая. Похоронен на Преображенском еврейском кладбище.

### Семья
- Отец — Исаак Васильевич (1844—1902), юрист; адвокат; составитель юридических справочников
- Брат — Александр Исаакович (1873-?) — российский юрист, служащий Министерства юстиции, публицист, автор статей в ЭСБЕ.
- Жена — Евгения Яковлевна Люблинская.
- Внучка — Лидия Ефимовна Люблинская, филолог, поэтесса.
- Правнучка — Инна Владимировна Кунина, лингвист, общественный деятель.

## Память
- Всероссийская научно-практическая конференция Люблинские чтения. История юридической науки в фондах библиотек (СПбГУ, 27—28 февраля 2025 года)

## Основные труды и статьи

### Избранные труды
- Преступления против избирательного права. — СПб.: Типо Литография А. Г. Розена, 1906. — 231 с.
- Свобода личности в уголовном процессе: Меры, обеспечивающие неуклонение обвиняемого от правосудия. — СПб.: Сенатская Типография, 1906. — 701 с.
- Право амнистии: Историко-догматическое и политическое исследование. — 1907. — 363 с.
- Очерки уголовного суда и наказания в современной Англии. — СПб.: Сенатская Типография, 1911. — 715 с.
- Итоги международного тюремного конгресса в Вашингтоне: Из «Журнала Министерства Юстиции» (Февраль и Март 1911 г.). — СПб.: Сенатская Типография, 1911. — 91 с.
- Памяти трех русских криминалистов И. Я. Фойницкого, Д. А. Дриля, Н. Д. Сергеевского. — СПб.: Сенатская типогр., 1914. — 152 с.
- Международные съезды по вопросам уголовного права за десять лет (1905—1915). — Пг.: Сенатская Типография, 1915. — 379 с.
- Люблинский П. И. Петроградский мировой суд за пятьдесят лет [Текст] // Журнал Министерства юстиции. — 1916. — № 10. Декабрь. — С. 250—263.
- Процесс, как судебный порядок, и процесс как правоотношение: Из «Журнала Министерства Юстиции» (январь 1917 г.). — Пг.: Сенатская Типография, 1917. — 30 с.
- Техника, толкование и казуистика уголовного кодекса. — Пг.: Типо-Литография Руманова, 1917. — 268 с. — (Записки Юридического факультета Петроградского университета; Выпуск V).
  - Техника, толкование и казуистика уголовного кодекса / П. И. Люблинский; Под ред. В. А. Томсинова; Московский государственный университет им. М. В. Ломоносова. Юридический факультет. — М.: Зерцало, 2004. — 248 с. — (Русское юридическое наследие). — ISBN 5-8078-0108-3.
- Выборный местный суд. — Пг.: Акц. о-во «Муравей», 1917. — 31 с. — (Задачи свободной России.).
- Права и обязанности гражданина в демократическом государстве. — Пг.: Издательство «Единение», 1917. — 30 с. — (Библиотека изд-ва «Единение»; N 10).
- Борьба с преступностью в детском и юношеском возрасте: (социально-правовые очерки) / П. И. Люблинский, проф. Петроградского гос. ун-та. — М.: Юридическое изд-во Наркомюста, 1923. — 300, [1] с.
- Законодательная охрана труда детей и подростков. — Пг.: Academia, 1923. — 103 с. — (Новое право).
- Условное осуждение в иностранном и советском праве / П. И. Люблинский. — М.: Изд-во «Право и жизнь», 1924. — 127 с.
- Люблинский П. И. Преступления в области половых отношений [Текст] / П.И. Люблинский. — М.: Изд-во Л. Д. Френкель, 1925. — 246 с.
- Люблинский П. И., Полянский Н. Н. Уголовно-процессуальный кодекс: Научно-популярный практический комментарий. — 2-е изд., перераб. и доп. — М.: Изд-во «Право и жизнь», 1928. — 428 с.
- Полиция, суд и тюрьмы Америки. — М.: Госиздат «Советское законодательство», 1933.

### Рецензии
- [Рецензия] Vergleichnde Darstellung des deutchen und auslandischen Strafrechts. Vorarbeiten zur deutschen Strafrechtsreform. Besonderer Teil. V Band. Verbrechen und Vergehen wider das Leben, Korperverletzung, Freiheitsdelikte. 1905 // Журнал Министерства юстиции . — 1906. — N 4. Апрель. — С. 268—282.
- [Рецензия] Adolf Hartmann. Die Strafrechtspflege in America. Mit Ausfuhrungen zur deutchen Strafprozessreform. Berlin, 1906; Dr. Paul Herr. Das moderne amerikanische Besserungssystem…1907 // Журнал Министерства юстиции. — 1908. — № 3. Март. — С. 275—297.
- [Рецензия] Проф. В. Случевский. Учебник русского уголовного процесса. Судоустройство-судопроизводство. Изд. 3-е, переделанное и доп. Санкт-Петербург, 1910 // Журнал Министерства юстиции. — 1910. — № 4. Апрель. — С. 180—183.
- [Рецензия] Евгений Ефимов. Природа преступления. Естественно-научная теория преступления. Москва, 1914 // Журнал Министерства юстиции. — 1914. — № 6. Июнь. — С. 338—346.